# 亮马佃大捷
亮馬佃大捷發生於明朝天启三年（1623年）七月，是明朝驻守皮島（今朝鮮椵岛）大將毛文龍襲擊後金所締造的一次捷報。
亮馬佃在辽宁寬甸縣東部，今太平哨。《山中闻见录》记载：“毛文龙自满浦（今集安市對岸的朝鮮城鎮）、昌城（寬甸縣小蒲石河口對岸的朝鮮城鎮）袭攻甜水站（今遼陽市東南），以捷闻，又以兵万人攻亮马佃，夺获牛马；复合兵三万，攻牛毛寨（桓仁滿族自治縣四河鄉大甸子村），斩首二百三十，生擒四人，获马九十四。时谍敌将集兵渡河，毛文龙因进兵，先后奏捷。”《明史紀事本末》載：“天啟三年閏十月，毛文龍奏亮馬佃之捷，又奏牛（毛）馬大捷，斬級二百三十有奇，生擒四人，獲馬九十四匹”。《遼事實錄》記：“平遼總兵毛文龍，十月報牛毛大捷，斬級二百三十有奇，生擒四人，獲馬九十四匹，器械二百三十件。”